# لترزتون
لترزتون (به انگلیسی: Letterston) یک منطقهٔ مسکونی در بریتانیا است که در پمبروکشر واقع شده‌است. لترزتون ۱٬۲۴۵ نفر جمعیت دارد.